# Giovanni Dolfin (politico)
Giovanni Dolfin (San Pietro Val d'Astico, 26 novembre 1902 – Roma, 7 dicembre 1968) è stato un politico italiano. Ha ricoperto il ruolo di segretario particolare di Benito Mussolini durante i primi cinque mesi della Repubblica Sociale Italiana.

## Biografia
Nel 1921 si iscrisse al Partito Nazionale Fascista dove si distinse come squadrista e partecipò alla marcia su Roma del 1922. Ancor prima di laurearsi in giurisprudenza (1928) fu nominato vicesegretario federale a Vicenza, incarico che nel 1930 si trasformerà in quello di segretario del Fascio locale. Nel 1931, anche se solo per un anno, fece parte del direttorio del PNF e nel 1934 venne nominato "seniore" della MVSN. Nel 1935 parteciperà volontariamente alla guerra d'Etiopia, dove combatté con il grado di tenente degli alpini ed in cui venne decorato con una medaglia di bronzo al valor militare. 
Membro della Corporazione metallurgica e meccanica in rappresentanza dei lavoratori del commercio (1934-1938), è eletto deputato nello stesso lasso di tempo ma si dimette da tale carica perché nominato prefetto di Enna e successivamente di Foggia (1940) e di Ferrara (aprile - 1º settembre 1943). 
Dopo l'armistizio di Cassibile aderisce alla Repubblica Sociale Italiana assumendo la carica di prefetto a disposizione. Fu poi segretario personale di Benito Mussolini (6 ottobre 1943 - 28 marzo 1944), quindi direttore generale degli Affari generali al ministero degli Esteri (5 aprile - 20 luglio 1944) e infine commissario agli Istituti di perfezionamento di Milano (dal 29 novembre 1944).
Al termine del conflitto scrisse l'opera Con Mussolini nella tragedia. Diario del capo della segreteria particolare del Duce (1943-1944), pubblicata da Garzanti nel 1949.